# Gammeldammen, Södermanland
Gammeldammen är en sjö i Haninge kommun i Södermanland och ingår i Tyresån-Trosaåns kustområde. Gammeldammen ligger i Tyresta-Åva Natura 2000-område. Sjön är 8,2 meter djup, har en yta på 0,016 kvadratkilometer och är belägen 52 meter över havet.

## Bilder

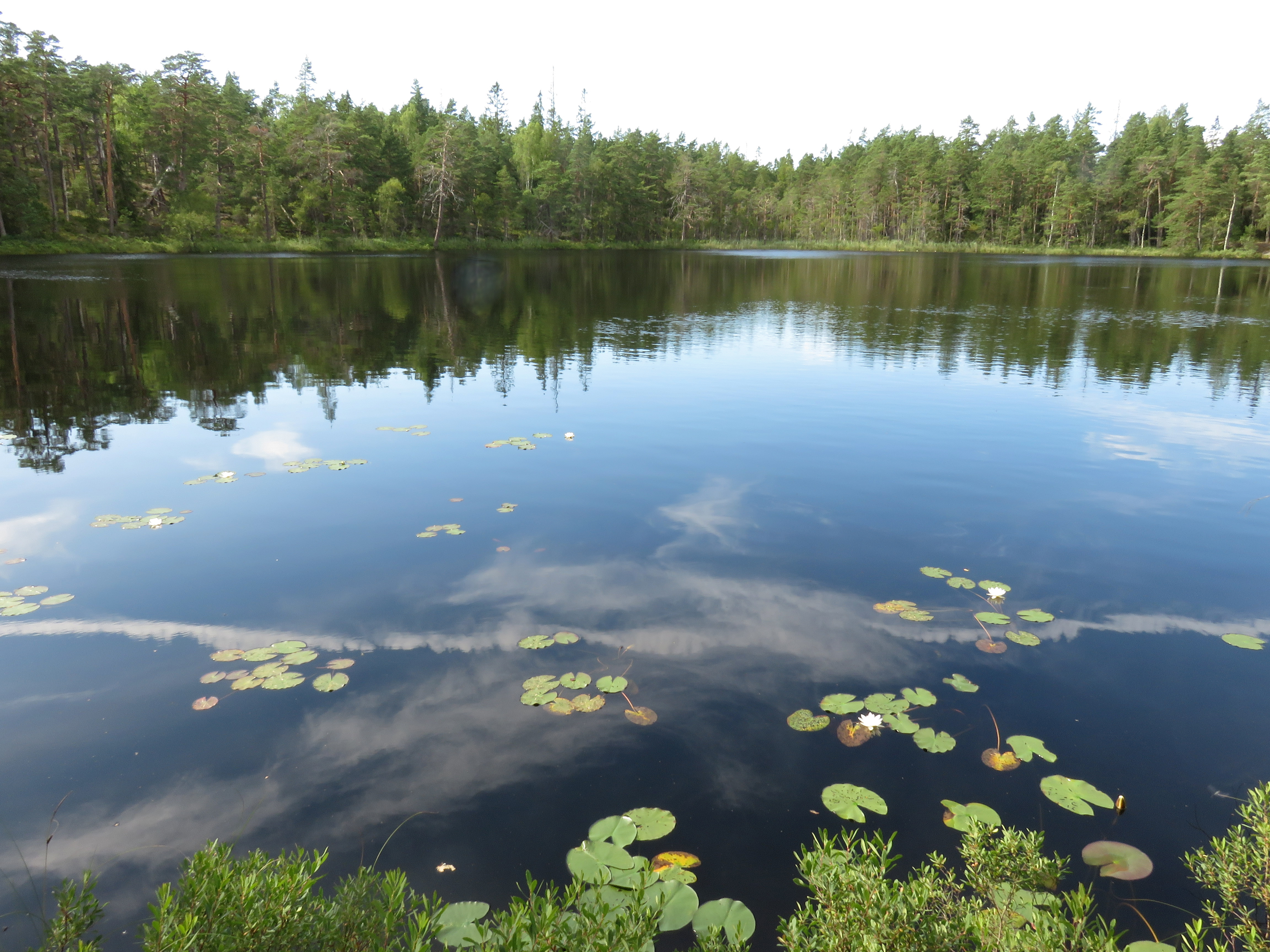
Vy åt nordväst.
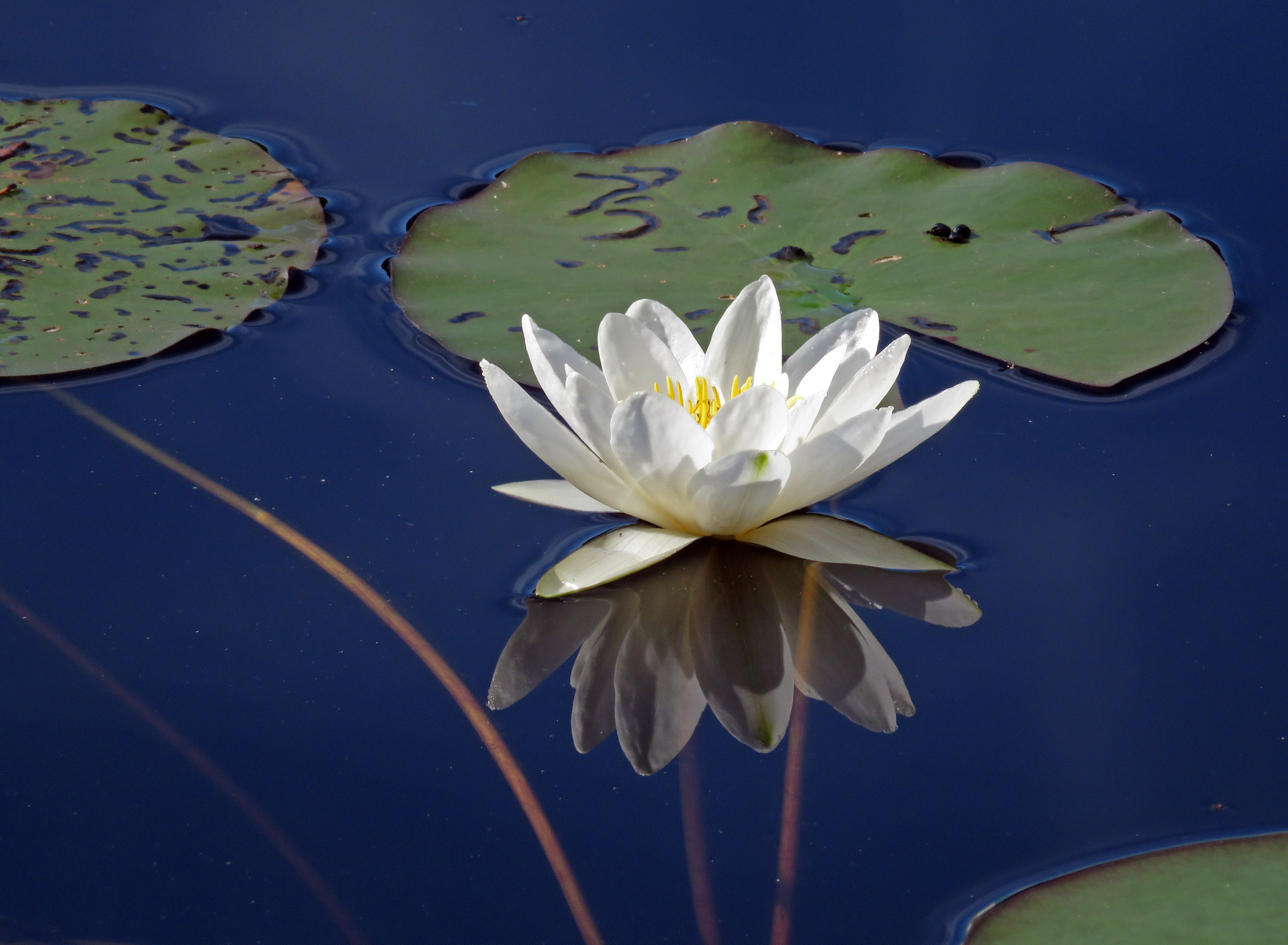
Vit näckros.